# Katastrofa lotnicza w Bandungu
Katastrofa lotnicza w Bandungu zdarzyła się 6 kwietnia 2009. Fokker F-27 Friendship należący do Indonezyjskich Sił Powietrznych uderzył w hangar. Zginęło 24 osób.
Fokker F-27 (A-2703), należący do Indonezyjskich Sił Powietrznych miał 32 lata i 8 miesięcy. Został wyprodukowany 31 sierpnia 1976. Miał trzy numery rejestracyjne (T-2703 i PK-VCE).

## Okoliczności katastrofy
Fokker miał wylądować na lotnisku w Bandung, gdzie odbywały się wojskowe ćwiczenia spadochroniarskie. Na pokładzie znajdowało się 17 żołnierzy, 6 członków załogi i instruktor. Samolot miał podejść do lądowania podczas trwania  burzy, lecz z niewiadomych przyczyn nagle uderzył w hangar. Nikt nie przeżył wypadku.